# Малыш-Федорец, Мария Евгеньевна
Мария Евгеньевна Малыш-Федорец (20 января 1885, Нежин, Российская империя — 8 апреля 1960, Джилонг, Австралия) — украинская актриса театра.

## Биография
Родилась в 1885 году в Нежине в семье мирового судьи, окончила местную гимназию.
Входила в группу молодёжи, которую во время пребывания в Нежине в 1906 году взяла под опеку актриса театра Мария Константиновна Заньковецкая, была приглашена Н. К. Садовским в состав его новообразованного театра в Киеве — Театра Садовского. 
София Тобилевич описывала её как довольно посредственную актрису: «Обычная себе интеллигентная женщина да и только. Садовскому пришлось поработать с ней много, пока он создал из нее вполне приличную артистку», которая, однако, при своей внешности имела определенный успех у публики.
Была женой Северина Паньковского, в 1920 году вышла замуж вокалиста Ивана Миколаенко.
После окончания Гражданской войны, во время которой она жила в Нежине, с 1920 года работала актрисой Театра оперы при Киевском доме Красной армии.
В 1941 году осталась в оккупированном немцами Киеве. Автор книги «В старом Киеве» Григорий Григорьев писал:

Малыш-Федорец и Миколаенко остались в 1941 году в Киеве, встречали фашистов с хлебом-солью, активно участвовали в спектаклях для гитлеровских солдат. Вместе с гитлеровцами они с мужем сбежали в Германию. Захотелось, видно, дожить на чужбине свою собачью старость.
С подходом Красной Армии в 1944 году вместе с мужем бежала в Германию, с окончанием войны оказалась в британской зоне оккупации и в 1945—1947 годах была артисткой украинского лагерного театра в г. Богторне, затем в 1947—1950 годах в г. Райне.
Под именем Анастасия Мартынюк в 1950 году эмигрировала в Австралию, жила миграционном центре в Бонегилла, затем — в городе Джилонг, где руководила драматической группой при Объединении демократической украинской молодежи. 
Умерла в 1960 году.

## Фильмография
- 1929 — Ливень — Екатерина II